# L'Incapable
Pour plus de détails, voir Fiche technique et Distribution.
L'Incapable (無能の人, Munō no hito) est un film japonais réalisé par Naoto Takenaka, sorti en 1991.

## Synopsis
Sukezo, ancien dessinateur de mangas, vend des cailloux décorés au bord de la rivière, mais les affaires ne marchent pas bien.

## Fiche technique
- Titre : L'Incapable[1]
- Titre original : 無能の人 (Munō no hito)
- Réalisation : Naoto Takenaka
- Scénario : Toshiharu Marūchi d'après le manga L'Homme sans talent de Yoshiharu Tsuge
- Musique : Gontiti
- Photographie : Yasushi Sasakibara
- Montage : Frank Mazzola et Yoshiyuki Okuhara
- Production : Shōzō Ichiyama et Hirotsugu Yoshida
- Sociétés de production : Daiichi Kogyo Company, KSS et Shōchiku
- Pays de production :  Japon
- Langue originale : japonais
- Format : couleur - 1,85:1 - 35 mm
- Genre : Comédie dramatique
- Durée : 107 minutes[2]
- Dates de sortie : 
  - Japon : 2 novembre 1991[2]

## Distribution
- Naoto Takenaka : Sukezo Sukegawa
- Jun Fubuki : Momoko Sukegawa
- Kōtarō Santō : Sansuke, le fils
- Miyako Yamaguchi : Tatsuko Ishiyama
- Tarō Maruse : Sekiun Ishiyama
- Hiroshi Kanbe : Karuishi Yamakawa
- Ren Ōsugi : Kurahara
- Yoshio Harada : vagabond dans un gratte-ciel
- Yoshiko Kuga : dame qui marche
- Tomokazu Miura : l'homme aux lunettes de soleil

## Distinctions
Le film a été nommé pour sept Japan Academy Prizes.